# Ернст Ліпгарт
 Ернст Ліпгарт (повне ім'я барон Ернст фон Ліпгарт; *1847, Дерпт, тепер Тарту, Естонія — †1932, Ленінград) — російський мистецтвознавець, художник, музейний працівник Ермітажу, німецького походження.

## Біографія

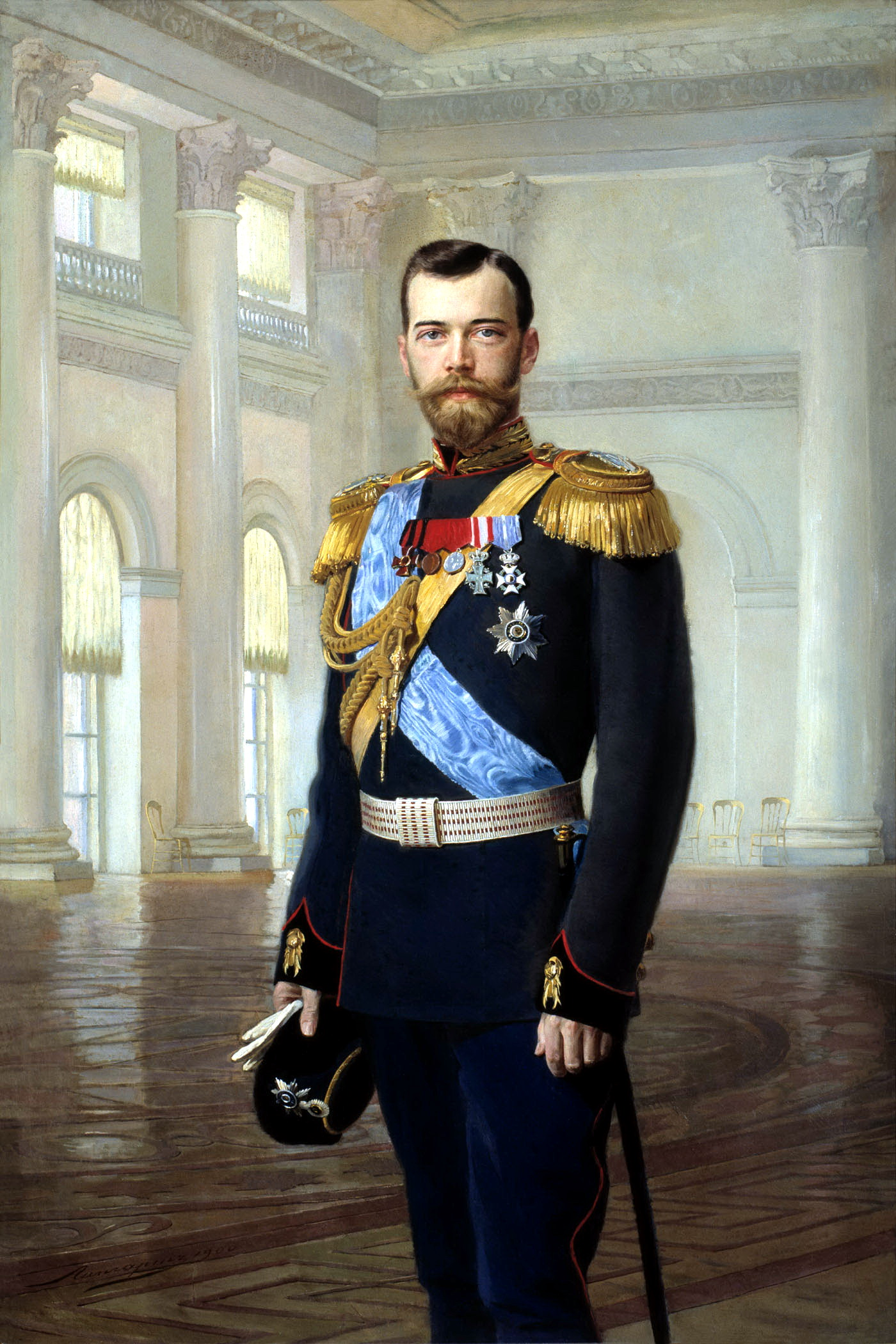
Портрет Миколи II, 1900 р.

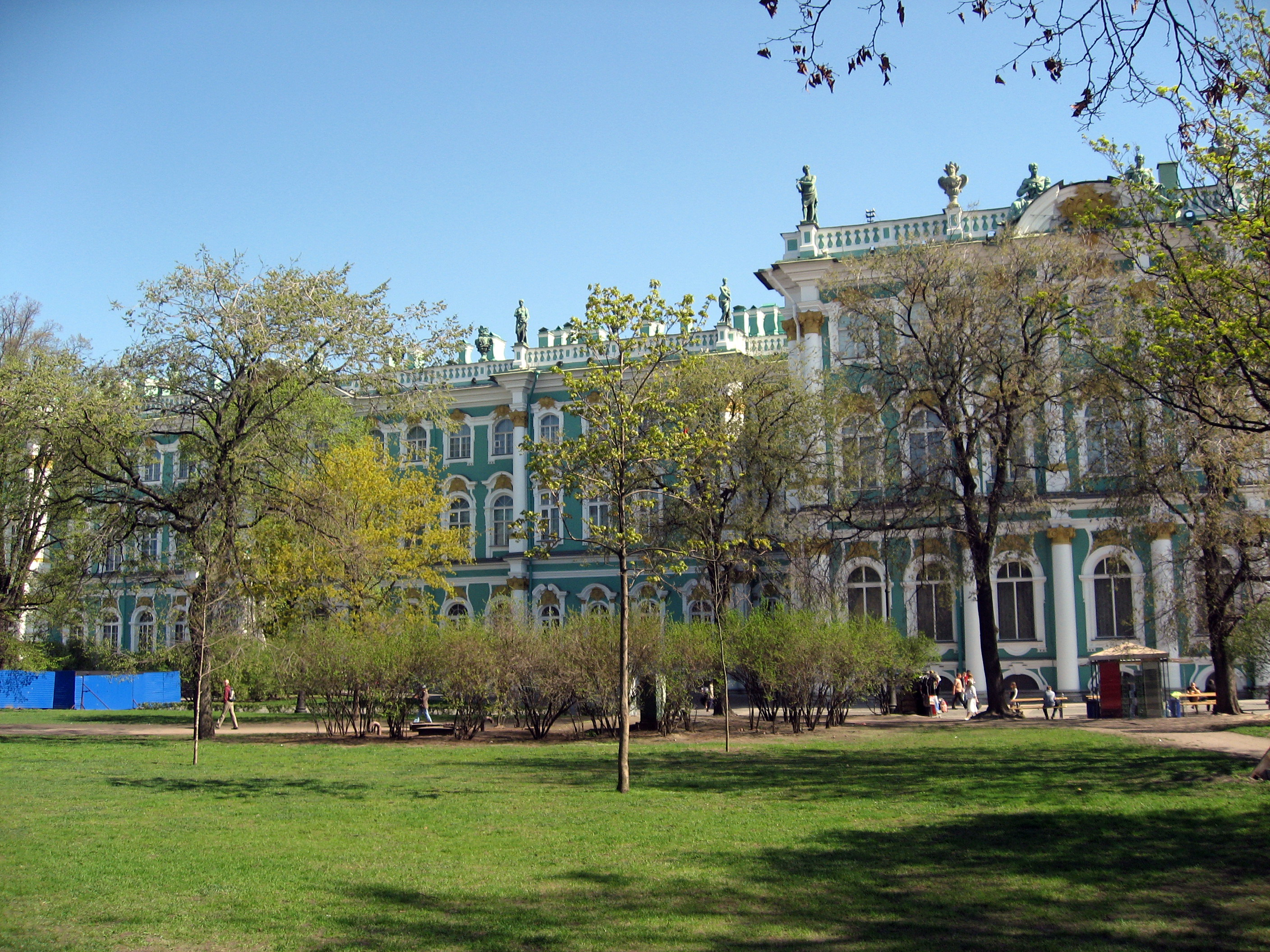
Петербург, Ермітаж.

Походить з давнього німецького роду, відомого з 17 століття. Його батьком був відомий колекціонер та історик мистецтва барон Карл Едуард фон Ліпгарт. Дитинство пройшло в родовій садибі Ратсхоф в Дерпті (нині Тарту). Отримав домашню освіту, яку вдосконалював все життя.
Хлопця вивезли у Флоренцію на лікування, де той водночас почав опановувати живопис в приватній академії і техніки гравіювання. Відомі офорти Ліпгарта, серед яких автопортрет (1883), алегорія Милосердя, алегорія Фортуни, Янгол охоронець (збірка Ермітажу), офорти — портрети Ріхарда Вагнера, Еміля Золя, Едмона де Гонкра. Брав уроки у німецького художника Франца Ленбаха, що працював в той час у Флоренції. Матеріальний статок дозволив зробити подорожі до Іспанії, Німеччини, Британії, де вивчав відомі мистецькі збірки.
З 1873 р. в Парижі. Одружився всупереч волі батьків на Луїзі Жуан (1854—1931) і перейшов у католицтво, що ускладнило відносини з батьками-протестантами. Як художник малював портрети, стінописи в особняках і релігійні картини. За сучасними оцінками — звичайний салонний живописець.
Але постійні контакти з творами мистецтва і самоосвіта виробили з нього видатного мистецтвознавця і дослідника. Своїм вчителем його визнавало декілька уславлених європейських мистецтвознавців, серед яких і директор музеїв Берліна Вільгельм фон Боде. Експерт Ліпгарт допомагав збирати мистецькі колекції аристократам, серед яких князь Лівен, граф Строганов, принцеса Марія Миколаївна.
Знайомство з останньою і її прихильність допомоги перебратися в Петербург, де він обійняв посаду зберігача Картинної галереї Імператорського Ермітажу (з 1786 року він в Петербурзі.) В Ермітажі працював у 1906—1929 рр., незважаючи на всі суспільні негоди доби.
Ліпгарт — автор багатьох статей про мистецтво і автор каталогу італійських картин Ермітажу.
В часи ремонту у 1895 р. Ермітажного театру Ернст Ліпгарт розробив ескіз, за яким виготовили театральну завісу для цього театру.
В часи СРСР не емігрував з країни, незважаючи на післяпереворотний хаос і мільйонну еміграцію з країни. У віці 82 роки його таки звільнили з посади в тепер вже Державному Ермітажі. Ліпгарт встиг продовжити працю над каталогом музею, написав мемуари. Помер у 1932 році. Був похований на Смоленському лютеранському кладовищі; могила не позначена.

## Атрибуції і знахідки Ліпгарта

Ель Греко. Апостоли Петро і Павло, Ермітаж.

Як працівник музею, Ліпгарт дуже мало міг вплинути на процес придбання необхідних творів для Імператорського Ермітажу. Але дещо корисне зробив і він.
Ліпгарт залишився відомим експертом в і Петербурзі. Саме йому належить честь атрибуцій багатьох картин уславлених художників. Він розпізнав ранішній твір Леонардо да Вінчі на дошці в зібранні родини Бенуа. (Мадонна Бенуа)
У картині з колекції генерала П. Дурново́ розпізнав полотно іспанського живописця Ель Греко і зробив усе можливе для передачі картини в музей. (В родині генерала не знали ні про художника, ні про тих, хто на полотні, адже Ель Греко ще не був авторитетним художником для багатьох). На 2009 рік це єдина оригінальна картина Ель Греко в збірці Ермітажу, що має підпис майстра. Атрибуція інших — сумнівна. Ліпгарту також належать блискучі атрибуції картин, серед яких
- Тиціан «Втеча Святої родини в Єгипет»
- Перуджино «Святий Себастьян» з підписом майстра
- Тьєполо «Викрадення сабінянок»
- Якопо Пальма Молодший «Апостоли біля гробу Діви Марії» тощо.

## Друковані твори Ліпгарта
- «Императорский Ермитаж. Приобретения и пересески», Старые годы, янв, 1910 (рос.)